# Marek Czapelski
Marek Czapelski (ur. 28 kwietnia 1962) – polski perkusista, współpracował między innymi z Ireneuszem Dudkiem, Kombi, Tie Break i Voo Voo, jeden z założycieli zespołu Śmierć Kliniczna.

## Dyskografia – płyty sesyjne[3]
- Voo Voo – Voo Voo, 1986
- Stanisław Soyka – Radioaktywny, 1989
- Robert Gawliński – Solo, 1995
- Hopsa – Hopsa, 1996
- Robert Gawliński – X, 1998
- Śmierć Kliniczna – Śmierć Kliniczna 1982–1984, 2001